# Sofia Mestari
Sofia Mestari, född 27 september 1980 i Casablanca, är en fransk-marockansk sångerska.
Mestari flyttade med sina föräldrar till Paris när hon var tio år gammal. Hon representerade Frankrike i Eurovision Song Contest 2000 med låten On Aura le Ciel och hamnade på 23:e plats (av 24 bidrag) med 5 poäng. Samma år släppte hon sitt debutalbum med samma namn, där även singeln Derrière les voiles ingick. 2003 släppte hon sitt andra album, En plein coeur de la nuit, där hitsinglarna Ne pars pas och Ce que tu m’as fait ingick.

## Diskografi
- On Aura le Ciel (2000)
- En plein coeur de la nuit (2003)
- La vie en entier (2008)
- A la croisée des chemins (2011)